# استغاثة من أرضي في محنة (أغنية)
استغاثة من أرضي في محنة (SOS d'un terrien en détresse) هي أغنية صدرت في عام 1978 لأوبرا الروك ستارمانيا من ألحان ميشيل بيرجي وكلمات لوك بلامدون.
تمت تأديتها لأول مرة بواسطة المغني الفرنسي دانييل بالافوين، قبل أن يؤديها مجموعة من الفنانين من أبرزهم نورمان غرولكس، رينو هانتسون، برونو بيليتيي، الراحل الشاب غريغوري لومارشال، دانييل بوبوفيتش، لوران بان، المغني الكازاخستاني ديماش كوداي بيرجن، وسوان أرهيمان خلال الموسم السادس من برنامج ذا فويس كيذز.
قام بيتر كينجزبيري (من مجموعة كوك روبن) بإصدار الأغنية باللغة الإنجليزية تحت عنوان "Only the Very Best" للكاتب تيم رايس مع موضوع ونبرة مختلفتين خاصة للنسخة الإنجليزية من ستارمانيا التي تم إنشاؤها في عام 1992. وإصدارها كأغنية منفردة في نفس السنة.
في عام 2017، شارك المغني الكازاخستاني ديماش كوداي بيرجن بالأغنية خلال مسابقة المغني 2017 في الصين مع تغيير في طريقة الأداء والصوت مما أكسبها شعبية كبيرة في الصين